# إكس كيو 28

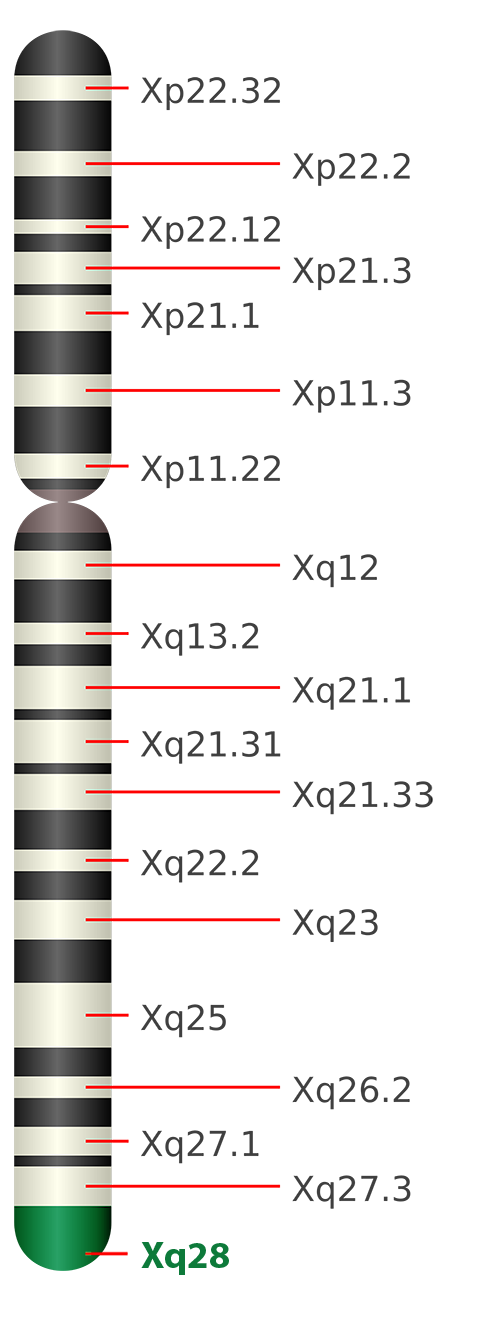
كروموسوم إكس البشري مع إكس كيو 28 (الأخضر) الواقع على الطرف الطويل لذراع الكروموسوم. دراسات الكروموسوم إكس وكذلك كامل الجينوم البشري ربطت إكس كيو 28 مع وراثة المثلية الجنسية عند ذكور الإنسان.

إكس كيو 28 (بالإنجليزية: Xq28)‏ هو مُحدد وراثي موجود على قمة الكروموسوم إكس وقد تم دراسته منذ حوالي عام 1980. يحتوي الحزام على ثلاثة مناطق مختلفة، بلغ مجموعها حوالي 8 أزواج قاعدية من المعلومات الوراثية. وجاء هذا المحدد الوراثي إلى الرأي العام سنة 1993 بعدما أشارات دراسات أجراها دين هامر وآخرون إلى وجود رابط بين مؤشر إكس كيو 28 والتوجه الجنسي عند الذكور.